# ساباه تي
شاي ساباه Sabah Tea شركة الشاي الأكبر في ولاية ساباه في  ماليزيا منذ عام 1973م.
تأسست عام 1973م، وهي موزع للشاي أيضاً في داخل ماليزيا وخارجها، وتملك الشركة مزارعها الخاصة في راناو.